# 保科正昭
保科 正昭（ほしな まさあき、1883年〈明治16年〉10月1日 - 1947年〈昭和22年〉10月11日）は、明治から昭和期の技師、政治家、華族。貴族院子爵議員。旧名・盛之助。

## 経歴
旧飯野藩主・保科正益の三男として生まれる。父の死去に伴い、1888年（明治21年）3月14日、子爵を襲爵した。
学習院を経て、1909年（明治42年）7月、東京帝国大学理科大学鉱物学科を卒業。同年10月、主猟官に就任。以後、朝鮮総督府技師、農商務技師、東京帝室博物館嘱託、帝室林野管理局御用掛、地質調査所鉱物陳列館主任、京城工業専門学校講師などを務めた。
1925年（大正14年）7月10日、貴族院子爵議員に選出され、研究会に所属して活動し1947年（昭和22年）5月2日の貴族院廃止まで在任した。その他、内閣委員、大東亜省委員、外務省委員、軽金属製造事業委員会委員などを務めた。

## 著作
- 田村栄太郎、保科正昭『朝鮮鉱床調査報告』 第7巻（江原道）ノ1、朝鮮総督府地質調査所、1921年1月。 NCID BA35482626。全国書誌番号:43011270。
- 川崎繁太郎、保科正昭『朝鮮鉱床調査報告』 第9巻（忠清南道）、朝鮮総督府地質調査所、1921年3月。 NCID BA35482626。全国書誌番号:43011273。
- 田村英太郎、保科正昭、篠原正太郎『朝鮮鉱床調査報告』 第11巻（慶尚南道）、朝鮮総督府地質調査所、1921年1月。 NCID BA35482626。全国書誌番号:43011277。
- 保科正昭『台湾及南支那視察談』貴族院〈貴族院定例午餐会講演集 12〉、1926年4月。全国書誌番号:22211573。
- 保科正昭、土方寧『第十三回万国議院商事会議参列報告・南米視察談 昭和二年十二月十五日於貴族院議長官舎』貴族院、1928年2月。全国書誌番号:21373835。
- 川村鉄太郎、保科正昭『満洲国国境方面派遣皇軍慰問団報告』貴族院定例午餐会〈貴族院定例午餐会講演集 56〉、1938年7月。 NCID BB03072701。
- 保科正昭 著、霞会館華族文化調査委員会編纂 編『保科正昭日誌』霞会館、2017年11月。 NCID BB25008466。全国書誌番号:22999776。

## 親族
- 妻 保科武子（北白川宮能久親王第三王女、1911年4月結婚）[1][3]
- 長男 保科光正（旧名・正虎、外務事務官、大東亜省秘書官。1945年4月1日阿波丸事件に巻き込まれ死亡）[1]
  - 妻 順子（ゆきこ、徳川家正三女、光正没後に離籍）[1]